# Jimmy Greenspoon
James Boyd "Jimmy" Greenspoon, né à Los Angeles le 7 février 1948 et mort le 11 mars 2015 à North Potomac dans le Maryland, est un claviériste et un compositeur américain. Il est connu pour avoir été membre du groupe de rock Three Dog Night.

## Biographie

### Jeunes années
Natif de Los Angeles, il est élevé et grandit à Beverly Hills. Son apprentissage de la musique commence à l'âge de 7 ans, avec des leçons de musique classique au piano, sous l'influence de sa mère, Mary O'Brian, actrice de cinéma muet. Le jeune James suit sa scolarité à la Beverly Hills High School. Il y a pour amis le futur acteur Richard Dreyfuss, l'actrice Bonnie Franklin et le producteur de musique Michael Lloyd. C'est avec ce dernier qu'il connaît sa première expérience de la scène au sein d'une formation musicale en 1963, lorsqu'il intègre le groupe The New Dimensions.
Jimmy Greenspoon intègre le Los Angeles Conservatory of Music, où il étudie le piano sous la direction du professeur Harry Fields. Puis il se produit à plusieurs reprises dans le Sunset Strip, un quartier de West Hollywood, notamment au sein des groupes Sound of the Seventh Son et The East Side Kids. Au fil du temps, il collabore et enregistre avec de nombreux artistes talentueux, avec parmi lesquels Linda Ronstadt, Eric Clapton, Jimi Hendrix, The Beach Boys, Beck, Bogert & Appice et Lowell George. En 1966, il déménage à Denver dans le Colorado avec le groupe de rock psychédélique The West Coast Pop Art Experimental Band. Il est à l'origine de la création du groupe Superband. En 1968, il revient en Californie et s'établit de nouveau à Los Angeles. Il y fait la rencontre de Danny Hutton, avec qui il met sur pied le groupe Three Dog Night, dont il devient le claviériste.

### Three Dogo Night (1968-2014)
La collaboration entre Greenspoon et Hutton au sein de Three Dog Night est la plus célèbre et la plus longue de sa carrière. En 1970, le groupe sort un premier tube : Joy to the World (Jeremiah Was a Bullfrog). Entre 1969 et 1975, Three Dogo Night figure 21 fois dans le Top 40 des meilleurs hits musicaux. La première place du classement est remportée à trois reprises entre 1969 et 1971 avec les titres Mama Told Me (Not to Come) de Randy Newman, Joy to the World de Hoyt Axton et Black and White de Earl Robinson et David Arkin, une chanson sur l'égalité raciale, écrite en 1954.
Après plusieurs succès, le groupe se dissous en 1976. Jimmy Greenspoon entame de nouvelles collaborations, mais rejoint à nouveau le groupe lors de sa reformation en 1981. Dès lors, il demeure un membre de premier plan  jusqu'en 2014 où, pour des raisons de santé, il est contraint de quitter Three Dog Night.

### Composition de musiques de films
Jimmy Greenspoon est aussi l'auteur de segments musicaux pour la bande-originale de films tels que Fragment, United 93, Hellboy, Watchmen, Field of Dreams, Predator et Piège de cristal.

### Décès
Un cancer lui est diagnostiqué en octobre 2014, ce qui le conduit à quitter Three Dog Night. Il décède des suites de la maladie le 11 mars 2015 à North Potomac, dans le Maryland, âgé de 67 ans.

## Distinction
En 2000, une Golden Palm Star sur le Palm Springs Walk of Stars de Palm Springs lui est décernée.